# بخش فرموسا
بخش فرموسا (به اسپانیایی: Departamento Formosa) یک منطقهٔ مسکونی در آرژانتین است که در استان فورموسا واقع شده‌است.